# 麥瑞德值
麥瑞德值（英語：mired）是由微倒數度數縮寫而來，是用來表達色溫的單位。
麥瑞德值透過公式{\displaystyle M={\frac {1\,000\,000\,{\text{K}}}{T}}}進行換算，{\displaystyle T}為在克耳文底下的色溫，而{\displaystyle M}表示所得的麥瑞德值。

## 範例
一個藍天，其色溫{\displaystyle T}大約為25000 K，其麥瑞德值為{\displaystyle M} = 40 mired，而一個標準的電子閃光燈，其色溫{\displaystyle T}為5000 K，則其麥瑞德值為{\displaystyle M} = 200 mired.
| 光源               | 色溫(K)     | 麥瑞德值 |
| ------------------ | ----------- | -------- |
| 天光（晴朗，藍色） | 15000–27000 | 40–70    |
| 陰影，受到天光照射 | 10000–12000 | 80–100   |
| 天光（朦朧）       | 7500–8400   | 120–130  |
| 陰天               | 6700–7000   | 140–150  |
| 電子閃光燈         | 6200–6800   | 150–160  |
| 陽光（朦朧）       | 5800        | 170      |
| 白天（平均）       | 5500–6000   | 170–180  |
| 白天（早晨/下午）  | 5000–5500   | 180–200  |
| LED（冷白光）      | 3100–4500   | 220–320  |
| 專業鎢絲燈         | 3200        | 310      |
| 白熾燈泡（100 W）  | 2900        | 340      |
| 白熾燈泡（40 W）   | 2650        | 380      |

## 應用

### 攝影濾光片與凝膠

麥爾德值差異可以透過列線圖快速近似

在攝影，麥爾德值用來表示濾鏡或濾色片和光源所提供的色溫偏移。
例如，若要使用日光膠片（5700 K）在鎢絲燈光源（3200 K）下拍照而不引入色偏，就需要使用一個提供mired偏移的補正濾光片或凝膠：
{\displaystyle {\frac {10^{6}}{5700}}-{\frac {10^{6}}{3200}}\approx -137~{\text{MK}}^{-1}.}
這對應於色溫藍色（CTB）濾光片。具有負麥爾德值的顏色凝膠顯現為綠色或藍色，而具有正麥爾德值的顏色凝膠則顯現為琥珀色或紅色。

### CCT計算
多種數學方法，包括羅伯遜方法（Robertson's），可以根據光源的色度值計算相關色溫。這些方法利用了麥爾德值在內部的相對均勻間距。

### 色彩描述
蘋果公司的HomeKit使用麥瑞德值來指定色溫。